# Cuviera talbotii
Cuviera talbotii là một loài thực vật có hoa trong họ Thiến thảo. Loài này được (Wernham) Verdc. mô tả khoa học đầu tiên năm 1987.